# Kheda (huyện)
Huyện Kheda là một huyện thuộc bang Gujarat, Ấn Độ. Thủ phủ huyện Kheda đóng ở Kheda. Huyện Kheda có diện tích 4215 ki lô mét vuông. Đến thời điểm năm 2001, huyện Kheda có dân số 2023354 người.